# Giovanni Andrea Archetti
Giovanni Andrea Archetti (ur. 11 września 1731 w Brescii, zm. 5 listopada 1805 w Ascoli Piceno) – włoski biskup rzymskokatolicki, kardynał, arcybiskup tytularny chalcedoński, nuncjusz apostolski w I Rzeczypospolitej od 14 kwietnia 1776 do 30 listopada 1783, pierwszy nuncjusz w Rosji w latach 1783–1784 z misją zorganizowania tam Kościoła katolickiego.
W 1780, działając w porozumieniu z ambasadorem rosyjskim Ottonem Magnusem von Stackelbergiem, doprowadził do przekupienia posłów i odrzucenia projektu kodyfikacji prawa, zawartej w Kodeksie Zamoyskiego. Przedstawiciel Watykanu wypełnił instrukcje, przysłane mu przez sekretarza stanu Lazzaro Opizio Pallaviciniego, który mimo wszystko zalecał ostrożność: „aby porozumienie i łączenie się nasze z państwem heretyckim nie wyszło tam niepotrzebnie na jaw z naszą szkodą, jakkolwiek takimi środkami posługuje się nieraz Opatrzność, aby pomieszać szyki ludzkiej polityki dla dobra Kościoła i jego głowy”.